# Liste der Monuments historiques in Crézilles
Die Liste der Monuments historiques in Crézilles führt die Monuments historiques in der französischen Gemeinde Crézilles auf.

## Liste der Objekte
| Bezeichnung                                                         | Beschreibung                                                               | Standort                         | Kennzeichnung | Schutzstatus | Datum | Bild |
| ------------------------------------------------------------------- | -------------------------------------------------------------------------- | -------------------------------- | ------------- | ------------ | ----- | ---- |
| Kanzel                                                              | Holz, Mitte des 18. Jahrhunderts                                           | in der Kirche St-Gengoult (Lage) | PM54000163    | Classé       | 1981  |      |
| Gemälde Der heilige Vinzenz von Paul am Sterbebett von Ludwig XIII. | Ölfarbe auf Leinwand, Eichenholzrahmen, zweite Hälfte des 18. Jahrhunderts | in der Kirche St-Gengoult (Lage) | PM54000160    | Classé       | 1981  |      |
| Gemälde Der heilige Vinzenz von Paul predigt den Damen des Hofs     | Ölfarbe auf Leinwand, Eichenholzrahmen, zweite Hälfte des 18. Jahrhunderts | in der Kirche St-Gengoult (Lage) | PM54000161    | Classé       | 1981  |      |
| Gemälde Der heilige Vinzenz von Paul bei den Lazaristen             | Ölfarbe auf Leinwand, Eichenholzrahmen, zweite Hälfte des 18. Jahrhunderts | in der Kirche St-Gengoult (Lage) | PM54000162    | Classé       | 1981  |      |
| Gemälde Der heilige Vinzenz von Paul predigt dem Volk               | Ölfarbe auf Leinwand, Eichenholzrahmen, zweite Hälfte des 18. Jahrhunderts | in der Kirche St-Gengoult (Lage) | PM54000159    | Classé       | 1981  |      |